# Jalen Smith
Jalen Rasheed Smith (Portsmouth, 16 marzo 2000) è un cestista statunitense, professionista in NBA con i Chicago Bulls.

## Carriera

### High school
Smith è nato a Portsmouth, in Virginia, da Charles e Orletha Smith. Ha frequentato la Mount Saint Joseph High School di Baltimora, nel Maryland, dove ha ottenuto una media di 22,2 punti, 12,0 rimbalzi e 4,0 stoppate a partita da senior e ha vinto diversi premi, tra cui il Gatorade Maryland Boys Basketball Player of the Year due volte. È stato inoltre nominato nel McDonald's All-American team 2018.

### College

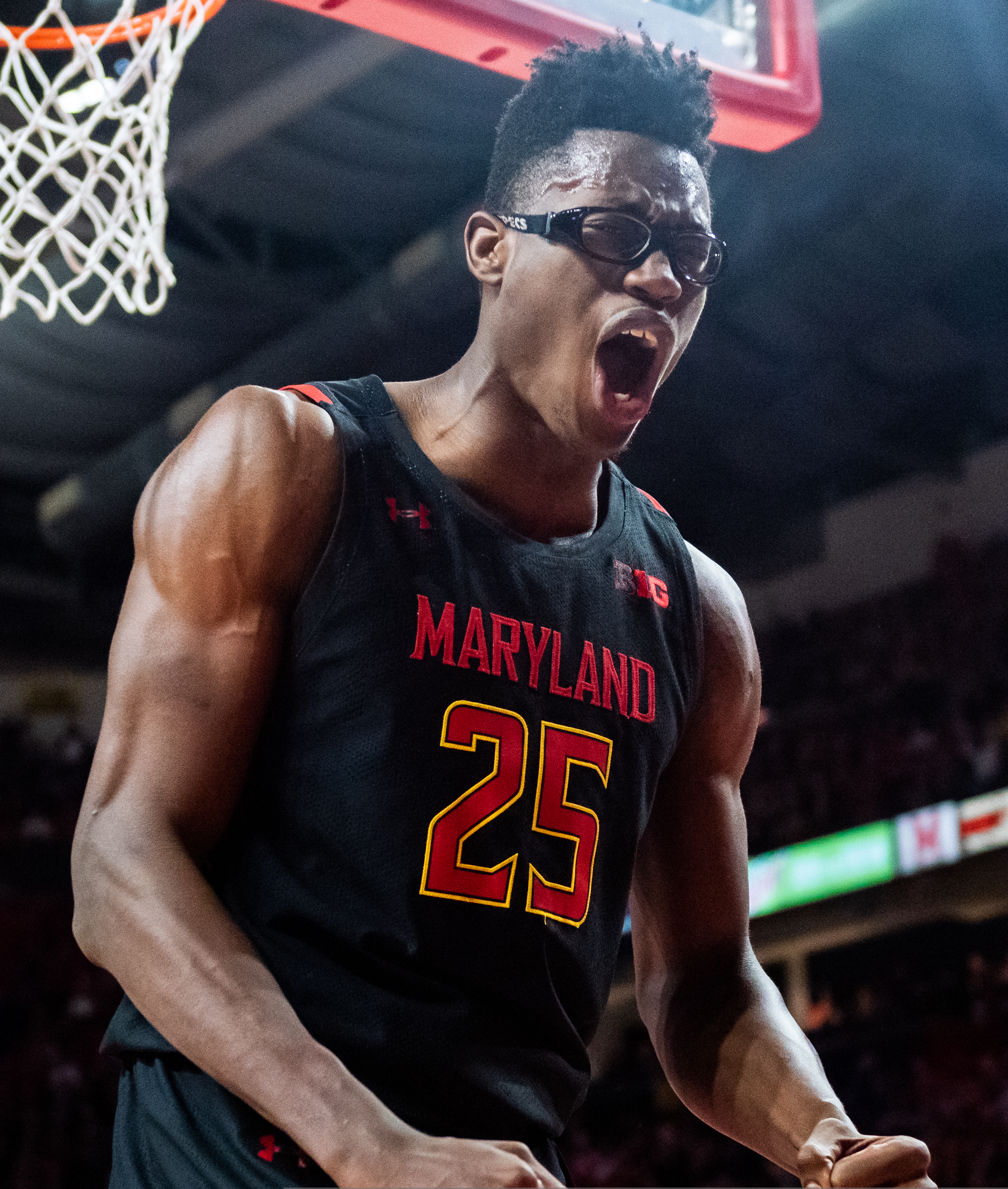
Jalen Smith con la maglia di Maryland

L'8 novembre 2017 ha firmato la sua National Letter of Intent per giocare per Maryland. Da matricola, ha segnato una media di 11,7 punti, 6,8 rimbalzi e 1,2 stoppate a partita. Ha realizzato 19 punti e 12 rimbalzi nella vittoria per 79-77 su Belmont agli ottavi di finale del torneo NCAA. Nella partita successiva, nella sconfitta per 69-67 contro la LSU, Smith finì con 15 punti, otto rimbalzi e cinque stoppate da record.
Il 4 dicembre 2019 ha concluso con 15 punti e 16 rimbalzi in carriera nella vittoria per 72-51 contro Notre Dame. Il 21 gennaio 2020 ha segnato un record di 25 punti in carriera e 11 rimbalzi nella vittoria per 77-66 contro Northwestern. Al termine della stagione regolare è stato nominato nella All-Big Ten First Team e nell'All-Big Ten Defensive Team. È stato nominato Third Team All-American da Associated Press e Sporting News. Ha una media di 15,5 punti, 10,5 rimbalzi e 2,4 stoppate a partita al secondo anno. Dopo la stagione ha dichiarato la sua eleggibilità per il Draft NBA 2020.

### NBA

#### Phoenix Suns (2020-)
Il 18 novembre 2020 viene chiamato con la decima scelta assoluta dai Phoenix Suns al Draft NBA 2020.

## Statistiche

### NCAA
| Anno      | Squadra            | PG | PT | MP   | TC%  | 3P%  | TL%  | RP   | AP  | PRP | SP  | PP   |
| --------- | ------------------ | -- | -- | ---- | ---- | ---- | ---- | ---- | --- | --- | --- | ---- |
| 2018-2019 | Maryland Terrapins | 33 | 33 | 26,7 | 49,2 | 26,8 | 65,8 | 6,8  | 0,9 | 0,4 | 1,2 | 11,7 |
| 2019-2020 | Maryland Terrapins | 31 | 31 | 31,3 | 53,8 | 36,8 | 75,0 | 10,5 | 0,8 | 0,7 | 2,4 | 15,5 |
| Carriera  | Carriera           | 64 | 64 | 29,0 | 51,6 | 32,3 | 70,9 | 8,6  | 0,8 | 0,6 | 1,8 | 13,5 |

#### Massimi in carriera
- Massimo di punti: 29 vs Indiana (26 gennaio 2020)[1]
- Massimo di rimbalzi: 19 vs Northwestern (18 febbraio 2020)
- Massimo di assist: 5 vs Mount St. Mary's (18 novembre 2018)
- Massimo di palle rubate: 3 vs Oakland (5 novembre 2019)
- Massimo di stoppate: 6 vs Rutgers (4 febbraio 2020)
- Massimo di minuti giocati: 39 vs Michigan State (29 febbraio 2020)

### NBA

#### Regular Season
| Anno      | Squadra        | PG  | PT | MP   | TC%  | 3P%  | TL%  | RP  | AP  | PRP | SP  | PP   |
| --------- | -------------- | --- | -- | ---- | ---- | ---- | ---- | --- | --- | --- | --- | ---- |
| 2020-2021 | Phoenix Suns   | 27  | 1  | 5,8  | 44,0 | 23,5 | 71,4 | 1,4 | 0,1 | 0,0 | 0,1 | 2,0  |
| 2021-2022 | Phoenix Suns   | 29  | 4  | 13,2 | 46,0 | 23,1 | 76,9 | 4,8 | 0,2 | 0,2 | 0,6 | 6,0  |
| 2021-2022 | Indiana Pacers | 22  | 4  | 24,7 | 53,1 | 37,3 | 76,0 | 7,6 | 0,8 | 0,4 | 1,0 | 13,4 |
| 2022-2023 | Indiana Pacers | 68  | 31 | 18,8 | 47,6 | 28,3 | 75,9 | 5,8 | 1,0 | 0,3 | 0,9 | 9,4  |
| 2023-2024 | Indiana Pacers | 61  | 14 | 17,2 | 59,2 | 42,4 | 69,2 | 5,5 | 1,0 | 0,3 | 0,6 | 9,9  |
| 2024-2025 | Chicago Bulls  | 64  | 2  | 15,0 | 46,6 | 32,4 | 80,9 | 5,6 | 1,0 | 0,3 | 0,7 | 8,2  |
| Carriera  | Carriera       | 271 | 56 | 16,1 | 50,5 | 33,2 | 75,4 | 5,3 | 0,8 | 0,3 | 0,7 | 8,5  |

#### Play-off
| Anno     | Squadra        | PG | PT | MP  | TC%  | 3P%  | TL%  | RP  | AP  | PRP | SP  | PP  |
| -------- | -------------- | -- | -- | --- | ---- | ---- | ---- | --- | --- | --- | --- | --- |
| 2021     | Phoenix Suns   | 6  | 0  | 2,9 | 50,0 | 100  | -    | 0,8 | 0,2 | 0,0 | 0,0 | 0,8 |
| 2024     | Indiana Pacers | 7  | 0  | 6,0 | 37,5 | 50,0 | 62,5 | 2,0 | 0,3 | 0,3 | 0,1 | 1,9 |
| Carriera | Carriera       | 13 | 0  | 4,6 | 41,7 | 60,0 | 62,5 | 1,5 | 0,2 | 0,2 | 0,1 | 1,4 |

#### Massimi in carriera
- Massimo di punti: 23 vs Los Angeles Clippers (27 novembre 2022)[2]
- Massimo di rimbalzi: 18 vs Houston Rockets (18 novembre 2022)
- Massimo di assist: 4 (5 volte)
- Massimo di palle rubate: 3 vs Miami Heat (12 dicembre 2022)
- Massimo di stoppate: 5 vs Orlando Magic (25 febbraio 2023)
- Massimo di minuti giocati: 41 vs San Antonio Spurs (16 maggio 2021)

### G League
| Anno      | Squadra       | PG | PT | MP   | TC%  | 3P%  | TL%  | RP  | AP  | PRP | SP  | PP  |
| --------- | ------------- | -- | -- | ---- | ---- | ---- | ---- | --- | --- | --- | --- | --- |
| 2020-2021 | A.C. Clippers | 6  | 0  | 16,3 | 38,8 | 25,0 | 62,5 | 4,7 | 0,7 | 0,3 | 0,5 | 8,3 |
| Carriera  | Carriera      | 6  | 0  | 16,3 | 38,8 | 25,0 | 62,5 | 4,7 | 0,7 | 0,3 | 0,5 | 8,3 |

## Palmarès

### Individuale
- McDonald's All-American Game (2018)